# Lista de jogos de futebol do Clube de Regatas do Flamengo em 2025
Esta é a lista de jogos de futebol disputados pelos atletas profissionais do Clube de Regatas do Flamengo na temporada de 2025, masculino e feminino.

## Campanha
Legenda:      Mandante ·      Visitante ·      Clássico •      Vitória ·      Empate ·      Derrota
| Essa é a campanha na temporada: \| - v - d - e \| Mandante \| Visitante \| Clássicos[nota 1] \| Total \| \| ------------------ \| -------- \| --------- \| ----------------- \| ----- \| \| Jogos \| 19 \| 18 \| 11 \| 48 \| \| Vitórias \| 13 \| 10 \| 7 \| 30 \| \| Empates \| 1 \| 6 \| 4 \| 11 \| \| Derrotas \| 5 \| 2 \| 0 \| 7 \| \| \| \| \| \| \| \| Gols marcados \| 44 \| 28 \| 12 \| 84 \| \| Gols sofridos \| 15 \| 9 \| 3 \| 27 \| \| Saldo de gols \| +29 \| +19 \| +9 \| +57 \| \| \| \| \| \| \| \| Aproveitamento (%) \| 70,2% \| 66,7% \| 75,8% \| 70,1% \| Última atualização em 9 de agosto. |          |           |           |       |
| v d e | Mandante | Visitante | Clássicos | Total |
| Jogos | 19       | 18        | 11        | 48    |
| Vitórias | 13       | 10        | 7         | 30    |
| Empates | 1        | 6         | 4         | 11    |
| Derrotas | 5        | 2         | 0         | 7     |
| |          |           |           |       |
| Gols marcados | 44       | 28        | 12        | 84    |
| Gols sofridos | 15       | 9         | 3         | 27    |
| Saldo de gols | +29      | +19       | +9        | +57   |
| |          |           |           |       |
| Aproveitamento (%) | 70,2%    | 66,7%     | 75,8%     | 70,1% |

## Mês a mês

### Janeiro

#### Masculino
| 12 de janeiro T. Gb.–1.ª | Flamengo      | 1 – 2                                     | Boavista-RJ            | Aracaju                                                                                  |  |
| 16:00                    | Carlinhos 55' | Súmula (FERJ) ge FlaEstatística Soccerway | Zé Vitor 35' · Raí 66' | Estádio: Batistão Público: 3 793 Renda: R$ 348 600,00 Árbitro: RJ Pierry Dias dos Santos |  |

| 16 de janeiro T. Gb.–2.ª | Madureira          | 1 – 1                                     | Flamengo       | Campina Grande                                                                           |  |
| 19:00                    | Marcelo 89' (pen.) | Súmula (FERJ) ge FlaEstatística Soccerway | Thiaguinho 65' | Estádio: Amigão Público: 3 614 Renda: R$ 292 980,00 Árbitro: RJ Tarcizo Pinheiro Caetano |  |

| 19 de janeiro FC Series | São Paulo | 0 – 0                                 | Flamengo | Fort Lauderdale                                     |  |
| 15:00 (UTC−5)           |           | FC Series ge FlaEstatística Soccerway |          | Estádio: Chase Stadium Árbitro: USA Alexis da Silva |  |

| 19 de janeiro T. Gb.–3.ª | Flamengo    | 1 – 2                                     | Nova Iguaçu                         | São Luís                                                                                         |  |
| 21:00                    | Wallace 52' | Súmula (FERJ) ge FlaEstatística Soccerway | Lucas Cruz 33' · Vitinho 66' (pen.) | Estádio: Castelão Público: 4 696 Renda: R$ 190 210,00 Árbitro: RJ Wallace Rogério Rufino de Lima |  |

| 22 de janeiro T. Gb.–4.ª | Bangu | 0 – 5                                     | Flamengo                                                                       | São Luís                                                                                             |  |
| 19:00                    |       | Súmula (FERJ) ge FlaEstatística Soccerway | Felipe Teresa 40' · Wallace Yan 53' · Carlinhos 58', 80' · Guilherme Gomes 63' | Estádio: Castelão Público: 33 077 Renda: R$ 3 294 420,00 Árbitro: RJ Carlos Tadeu Ferreira de Castro |  |

| 25 de janeiro T. Gb.–5.ª | Volta Redonda | 0 – 2                       | Flamengo                        | Brasília                           |  |
| 16:30                    |               | ge FlaEstatística Soccerway | Michael 43' · Gonzalo Plata 47' | Estádio: Arena BRB Público: 23 872 |  |

| 30 de janeiro T. Gb.–6.ª | Flamengo                      | 2 – 0                                     | Sampaio Corrêa-RJ | Rio de Janeiro                                                                             |  |
| 21:30                    | Wallace Yan 76' · Alcaraz 87' | Súmula (FERJ) ge FlaEstatística Soccerway |                   | Estádio: Maracanã Público: 20 455 Renda: R$ 936 573,00 Árbitro: RJ Júlio César de Oliveira |  |

#### Feminino
A equipe profissional de futebol feminino não disputou partidas neste mês.

### Fevereiro

#### Masculino
| 2 de fevereiro Supercopa | Botafogo             | 1 – 3                                                  | Flamengo                                        | Belém                                                                                           |  |
| 16:00                    | Patrick de Paula 87' | Súmula (CBF) Borderô (CBF) ge FlaEstatística Soccerway | Bruno Henrique 7' (pen.), 19' · Luiz Araújo 82' | Estádio: Mangueirão Público: 45 013 Renda: R$ 9 753 900,00 Árbitro: SC Ramon Abatti Abel (FIFA) |  |

| 5 de fevereiro T. Gb.–8.ª | Portuguesa-RJ | 0 – 5                                     | Flamengo                                                                                           | Uberlândia                                                                                         |  |
| 19:00                     |               | Súmula (FERJ) ge FlaEstatística Soccerway | Juninho 36' · Luiz Araújo 56' · De Arrascaeta 59' (pen.) · Matheus Gonçalves 65' · Wallace Yan 86' | Estádio: Parque do Sabiá Público: 16 396 Renda: R$ 1 429 103,00 Árbitro: RJ Pierry Dias dos Santos |  |

| 8 de fevereiro T. Gb.–9.ª | Fluminense | 0 – 0                                     | Flamengo | Rio de Janeiro                                                                          |  |
| 16:30                     |            | Súmula (FERJ) ge FlaEstatística Soccerway |          | Estádio: Maracanã Público: 37 838 Renda: R$ 2 180 770,00 Árbitro: RJ Alex Gomes Stefano |  |

| 12 de fevereiro T. Gb.–7.ª | Flamengo      | 1 – 0                                     | Botafogo | Rio de Janeiro                                                                          |  |
| 21:30                      | Léo Ortiz 55' | Súmula (FERJ) ge FlaEstatística Soccerway |          | Estádio: Maracanã Público: 33 465 Renda: R$ 1 750 632,50 Árbitro: RJ Bruno Mota Correia |  |

| 15 de fevereiro T. Gb.–10.ª | Flamengo                                | 2 – 0                                     | Vasco da Gama | Rio de Janeiro                                                                                      |  |
| 21:45                       | Bruno Henrique 30' (pen.) · Everton 88' | Súmula (FERJ) ge FlaEstatística Soccerway |               | Estádio: Maracanã Público: 44 543 Renda: R$ 2 491 377,50 Árbitro: RJ Wagner do Nascimento Magalhães |  |

| 22 de fevereiro T. Gb.–11.ª | Flamengo                                                                                 | 5 – 0                                     | Maricá | Rio de Janeiro                                                                                   |  |
| 19:00                       | Gerson 17' · Léo Ortiz 26' · De Arrascaeta 57' · Luiz Araújo 59' · Matheus Gonçalves 80' | Súmula (FERJ) ge FlaEstatística Soccerway |        | Estádio: Maracanã Público: 29 544 Renda: R$ 1 626 284,50 Árbitro: RJ Yuri Elino Ferreira da Cruz |  |

#### Feminino
| 15 de fevereiro C.Rio–1.ª | Flamengo           | 1 – 1                   | Vasco da Gama | Rio de Janeiro        |  |
| 10:00                     | Djenifer Becker 9' | Súmula (FERJ) Soccerway | Ju Santos 48' | Estádio: São Januário |  |

| 26 de fevereiro C.Rio–4.ª | Pérolas Negras | 0 – 3                   | Flamengo                                 | Cachoeiras de Macacu               |  |
| 16:00                     |                | Súmula (FERJ) Soccerway | Chaiane 40', 76' · Mariana Fernandes 58' | Estádio: Izaltino Carneiro Ribeiro |  |

### Março

#### Masculino
| 1 de março C.–Semi/ida | Vasco da Gama | 0 – 1                                     | Flamengo           | Rio de Janeiro                                                                                |  |
| 17:45                  |               | Súmula (FERJ) ge FlaEstatística Soccerway | Bruno Henrique 66' | Estádio: Nilton Santos Público: 10 996 Renda: R$ 764 864,00 Árbitro: RJ Bruno Arleu de Araújo |  |

| 8 de março C.–Semi/volta | Flamengo                             | 2 – 1                                     | Vasco da Gama    | Rio de Janeiro                                                                                      |  |
| 17:45                    | Bruno Henrique 33' · Luiz Araújo 69' | Súmula (FERJ) ge FlaEstatística Soccerway | Nuno Moreira 22' | Estádio: Maracanã Público: 55 096 Renda: R$ 3 779 935,00 Árbitro: RJ Wagner do Nascimento Magalhães |  |

| 12 de março C.–Final/ida | Fluminense | 1 – 2                                     | Flamengo                | Rio de Janeiro                                                                                   |  |
| 21:30                    | Keno 87'   | Súmula (FERJ) ge FlaEstatística Soccerway | Wesley 5' · Juninho 75' | Estádio: Maracanã Público: 39 120 Renda: R$ 2 641 941,00 Árbitro: RJ Yuri Elino Ferreira da Cruz |  |

| 16 de março C.–Final/volta | Flamengo | 0 – 0                                     | Fluminense | Rio de Janeiro                                                                             |  |
| 16:00                      |          | Súmula (FERJ) ge FlaEstatística Soccerway |            | Estádio: Maracanã Público: 69 393 Renda: R$ 4 315 309,00 Árbitro: RJ Bruno Arleu de Araújo |  |

| 29 de março Bras.–1.ª | Flamengo        | 1 – 1                                                  | Internacional      | Rio de Janeiro                                                                                |  |
| 21:00                 | Leo Pereira 53' | CBF (Súmula) CBF (Borderô) ge FlaEstatística Soccerway | Bruno Henrique 34' | Estádio: Maracanã Público: 48 452 Renda: R$ 3 150 315,00 Árbitro: ES Davi de Oliveira Lacerda |  |

#### Feminino
| 1 de março C.Rio–5.ª | Flamengo                                | 2 – 2                   | Fluminense               | Rio de Janeiro                                      |  |
| 9:00                 | Fernandinha 66' · Djenifer Becker 90+3' | Súmula (FERJ) Soccerway | Lelê 31' · Estefania 79' | Estádio: Gávea Árbitra: RJ Jenifer Alves de Freitas |  |

| 9 de março SCopa/4ªs | Real Brasília            | 1 – 3                                   | Flamengo                                 | Gama                                                                                               |  |
| 16:00                | Luciene Baião 77' (pên.) | Súmula (CBF) Borderô (CBF) ge Soccerway | Jucinara 28' · Cristiane 37' · Laysa 87' | Estádio: Walmir Campelo Bezerra Público: 454 Renda: R$ 5 120,00 Árbitra: SP Marianna Nanni Batalha |  |

| 12 de março SCopa/semi | São Paulo | 1 – 0                                   | Flamengo | Santos                                                                               |  |
| 16:00                  | Kaká 57'  | Súmula (CBF) Borderô (CBF) ge Soccerway |          | Estádio: Vila Belmiro Público: 541 Renda: R$ 0,00 Árbitra: SE Thayslane Costa (FIFA) |  |

| 19 de março C.Rio–9.ª | Flamengo                                                                    | 5 – 0                   | Pérolas Negras | Rio de Janeiro                                            |  |
| 16:00                 | Giovanna 5' · Louvain 46' · Vitoria 66' (pen.) · Mariana Fernandes 75', 80' | Súmula (FERJ) Soccerway |                | Estádio: Gávea Árbitro: RJ Renato Arthur Gonçalves Lisboa |  |

| 24 de março Bras.–1.ª | Flamengo | 0 – 1                                   | São Paulo | Rio de Janeiro                                                             |  |
| 21:30                 |          | Súmula (CBF) Borderô (CBF) ge Soccerway | Isa 47'   | Estádio: Luso-Brasileiro Renda: R$ 0,00 Árbitra: PE Deborah Cecilia (FIFA) |  |

| 27 de março Bras.–2.ª | Bahia                                      | 3 – 3                                   | Flamengo                                    | Feira de Santana                                                                                     |  |
| 15:00                 | Aila 57' · Cassia 72' (pen.) · Ellen 76' · | Súmula (CBF) Borderô (CBF) ge Soccerway | Cristiane 17' · Laysa 32' · Fernandinha 39' | Estádio: Joia da Princesa Público: 213 Renda: R$ 213,00 Árbitra: RN Mariana Regina de Paiva Oliveira |  |

| 30 de março Bras.–3.ª | Flamengo                                                   | 5 – 1                                   | 3B da Amazônia  | Rio de Janeiro                                                                         |  |
| 18:00                 | Glaucia 2' · Djenifer 15' · Cristiane 20', 53' · Nubia 83' | Súmula (CBF) Borderô (CBF) ge Soccerway | Sole Jaimes 27' | Estádio: Luso-Brasileiro Renda: R$ 0,00 Árbitra: PR Maria Luiza Brandellero dos Santos |  |

### Abril

#### Masculino
| 3 de abril Lib.–gr. C/1.ª | Deportivo Táchira | 0 – 1                                                        | Flamengo    | San Cristóbal                                                  |  |
| 20:30 (UTC−4)             |                   | Relatório (CONMEBOL) ge FlaEstatística ESPN Brasil Soccerway | Juninho 57' | Estádio: Pueblo Nuevo Público: 18 138 Árbitro: BOL Gery Vargas |  |

| 6 de abril Bras.–2.ª | Vitória             | 1 – 2                                                  | Flamengo                               | Salvador                                                                                         |  |
| 18:30                | Wellington Rato 77' | CBF (Súmula) CBF (Borderô) ge FlaEstatística Soccerway | De Arrascaeta 62' · Bruno Henrique 87' | Estádio: Barradão Público: 29 387 Renda: R$ 1 117 870,00 Árbitro: RS Rafael Rodrigo Klein (FIFA) |  |

| 9 de abril Lib.–gr. C/2.ª | Flamengo       | 1 – 2                                                        | Central Córdoba                    | Rio de Janeiro                                                |  |
| 21:30 (UTC−3)             | De la Cruz 60' | Relatório (CONMEBOL) ge FlaEstatística ESPN Brasil Soccerway | Heredia 24' (pen.) · Florentín 44' | Estádio: Maracanã Público: 56 515 Árbitro: CHI Cristian Garay |  |

| 13 de abril Bras.–3.ª | Grêmio | 0 – 2                                                  | Flamengo              | Porto Alegre                                                                                         |  |
| 17:30                 |        | CBF (Súmula) CBF (Borderô) ge FlaEstatística Soccerway | De Arrascaeta 3', 67' | Estádio: Arena do Grêmio Público: 23 063 Renda: R$ 1 434 289,00 Árbitro: SC Ramon Abatti Abel (FIFA) |  |

| 16 de abril Bras.–4.ª | Flamengo                                                                        | 6 – 0                                                  | Juventude | Rio de Janeiro                                                                                        |  |
| 21:30                 | Erick 13' · Gonzalo Plata 18' · Danilo 22' · De Arrascaeta 56' · Pedro 71', 81' | CBF (Súmula) CBF (Borderô) ge FlaEstatística Soccerway |           | Estádio: Maracanã Público: 31 445 Renda: R$ 2 296 245,00 Árbitro: SP Matheus Delgado Candançan (FIFA) |  |

| 19 de abril Bras.–5.ª | Vasco da Gama | 0 – 0                                                  | Flamengo | Rio de Janeiro                                                                            |  |
| 18:30                 |               | CBF (Súmula) CBF (Borderô) ge FlaEstatística Soccerway |          | Estádio: Maracanã Público: 39 027 Renda: R$ 3 306 747,00 Árbitro: SP Raphael Claus (FIFA) |  |

| 22 de abril Lib.–gr. C/3.ª | LDU Quito | 0 – 0                                                        | Flamengo | Quito                                                                  |  |
| 17:00 (UTC−5)              |           | Relatório (CONMEBOL) ge FlaEstatística ESPN Brasil Soccerway |          | Estádio: Rodrigo Paz Delgado Público: 17 883 Árbitro: PAR Derlis López |  |

| 27 de abril Bras.–6.ª | Flamengo                                               | 4 – 0                                                  | Corinthians | Rio de Janeiro                                                                                |  |
| 16:00                 | Everton 4' · De Arrascaeta 33' · Pedro 37', 78' (pen.) | CBF (Súmula) CBF (Borderô) ge FlaEstatística Soccerway |             | Estádio: Maracanã Público: 67 501 Renda: R$ 4 472 050,00 Árbitro: SC Ramon Abatti Abel (FIFA) |  |

#### Feminino
| 2 de abril C.Rio–2.ª | Flamengo                                 | 3 – 1                   | Botafogo   | Rio de Janeiro                                         |  |
| 9:00                 | Vitoria 32' · Valeria 58' · Diovanna 72' | Súmula (FERJ) Soccerway | Jullia 43' | Estádio: Gávea Árbitra: RJ Sâmia Kelle de Amorim Alves |  |

| 5 de abril C.Rio–6.ª | Flamengo               | 2 – 0                   | Vasco da Gama | Rio de Janeiro                                      |  |
| 15:30                | Ju 18' · Valeria 90+3' | Súmula (FERJ) Soccerway |               | Estádio: Gávea Árbitra: RJ Jenifer Alves de Freitas |  |

| 9 de abril C.Rio–7.ª | Botafogo                    | 2 – 1                   | Flamengo    | Rio de Janeiro                                               |  |
| 9:00                 | Tipa 72' · Ana Caroline 75' | Súmula (FERJ) Soccerway | Leticia 19' | Estádio: Engenhão Árbitro: RJ José Henrique Fernandes Vieira |  |

| 11 de abril Bras.–4.ª | Sport       | 1 – 2                     | Flamengo                   | Recife                                                                            |  |
| 18:30                 | Gessica 30' | Súmula (CBF) ge Soccerway | Agustina 10' · Vitoria 83' | Estádio: Ilha do Retiro Árbitra: CE Elizabete Esmeralda Cordeiro dos Santos Gomes |  |

| 15 de abril Bras.–5.ª | Flamengo                  | 2 – 5                     | Palmeiras                                                          | Rio de Janeiro                                                          |  |
| 18:30                 | Cristiane 30' · Nubia 64' | Súmula (CBF) ge Soccerway | Lais 9', 20' · Amanda Gutierres 71' · Ingryd Lima 89' · Soll 90+4' | Estádio: Luso-Brasileiro Árbitra: MG Francielly Fernanda Lima de Castro |  |

| 19 de abril Bras.–6.ª | Red Bull Bragantino | 2 – 0                                   | Flamengo | Atibaia                                                                               |  |
| 16:00                 | Thayslane 11', 41'  | Súmula (CBF) Borderô (CBF) ge Soccerway |          | Estádio: CT Red Bull Bragantino Público: 0 Árbitra: MG Andreza Helena Siqueira (FIFA) |  |

| 23 de abril C.Rio–10.ª | Fluminense   | 1 – 2                   | Flamengo                     | Rio de Janeiro                                       |  |
| 15:00                  | Lurdinha 35' | Súmula (FERJ) Soccerway | Cristiane 17' · Monalisa 82' | Estádio: Moça Bonita Árbitra: RJ Rejane Silva (FIFA) |  |

| 26 de abril Bras.–7.ª | Flamengo                  | 2 – 0                                   | Juventude | Rio de Janeiro                                                            |  |
| 21:00                 | Monalisa 8' · Gláucia 78' | Súmula (CBF) Borderô (CBF) ge Soccerway |           | Estádio: Luso-Brasileiro Renda: R$ 0,00 Árbitra: SC Charly Deretti (FIFA) |  |

| 30 de abril Bras.–8.ª | Cruzeiro    | 1 – 1                                   | Flamengo     | Nova Lima                                                                                 |  |
| 19:00                 | Leticia 73' | Súmula (CBF) Borderô (CBF) ge Soccerway | Jucinara 44' | Estádio: Castor Cifuentes Público: 912 Renda: R$ 6 825,00 Árbitra: SP Adeli Mara Monteiro |  |

### Maio

#### Masculino
| 1 de maio C.B.–3.ª/ida | Botafogo-PB | 0 – 1                                                  | Flamengo   | São Luís                                                                             |  |
| 20:00                  |             | CBF (Súmula) CBF (Borderô) ge FlaEstatística Soccerway | Joshua 85' | Estádio: Castelão Público: 35 381 Renda: R$ 4 626 806,75 Árbitro: SP João Vitor Gobi |  |

| 4 de maio Bras.–7.ª | Cruzeiro                               | 2 – 1                                                  | Flamengo          | Belo Horizonte                                                                                     |  |
| 18:30               | Kaio Jorge 14' · Gabriel Barbosa 90+7' | CBF (Súmula) CBF (Borderô) ge FlaEstatística Soccerway | De Arrascaeta 43' | Estádio: Mineirão Público: 52 792 Renda: R$ 3 079 743,00 Árbitro: GO Wilton Pereira Sampaio (FIFA) |  |

| 7 de maio Lib.–gr. C/4.ª | Central Córdoba | 1 – 1                                                        | Flamengo          | Santiago del Estero                                         |  |
| 21:30 (UTC−3)            | Verón 61'       | Relatório (CONMEBOL) ge FlaEstatística ESPN Brasil Soccerway | De Arrascaeta 10' | Estádio: Único Público: 19 969 Árbitro: CHI Felipe González |  |

| 10 de maio Bras.–8.ª | Flamengo         | 1 – 0                                                  | Bahia | Rio de Janeiro                                                                               |  |
| 21:00                | De Arrascaeta 7' | CBF (Súmula) CBF (Borderô) ge FlaEstatística Soccerway |       | Estádio: Maracanã Público: 62 204 Renda: R$ 3 504 542,50 Árbitro: RS Anderson Daronco (FIFA) |  |

| 15 de maio Lib.–gr. C/5.ª | Flamengo                        | 2 – 0                                                        | LDU Quito | Rio de Janeiro                                              |  |
| 21:30 (UTC−3)             | Léo Ortiz 10' · Luiz Araújo 54' | Relatório (CONMEBOL) ge FlaEstatística ESPN Brasil Soccerway |           | Estádio: Maracanã Público: 65 831 Árbitro: COL Andrés Rojas |  |

| 18 de maio Bras.–9.ª | Flamengo | 0 – 0                                                  | Botafogo | Rio de Janeiro                                                                                    |  |
| 18:30                |          | CBF (Súmula) CBF (Borderô) ge FlaEstatística Soccerway |          | Estádio: Maracanã Público: 54 238 Renda: R$ 3 874 750,00 Árbitro: RJ Bruno Arleu de Araújo (FIFA) |  |

| 21 de maio C.B.–3.ª/volta | Flamengo                                        | 4 – 2                                                  | Botafogo-PB                        | Rio de Janeiro                                                                           |  |
| 21:30                     | Danilo 4' · Pedro 6' · Varela 21' · Everton 48' | CBF (Súmula) CBF (Borderô) ge FlaEstatística Soccerway | Henrique Dourado 35' · Rodrigo 69' | Estádio: Maracanã Público: 25 814 Renda: R$ 1 215 642,50 Árbitro: PR Lucas Paulo Torezin |  |

| 25 de maio Bras.–10.ª | Palmeiras | 0 – 2                                                  | Flamengo                                    | São Paulo                                                                                           |  |
| 16:00                 |           | CBF (Súmula) CBF (Borderô) ge FlaEstatística Soccerway | De Arrascaeta 72' (pen.) · Ayrton Lucas 87' | Estádio: Allianz Parque Público: 41 075 Renda: R$ 3 076 732,10 Árbitro: SC Ramon Abatti Abel (FIFA) |  |

| 28 de maio Lib.–gr. C/6.ª | Flamengo        | 1 – 0                                                        | Deportivo Táchira | Rio de Janeiro                                               |  |
| 21:30 (UTC−3)             | Leo Pereira 66' | Relatório (CONMEBOL) ge FlaEstatística ESPN Brasil Soccerway |                   | Estádio: Maracanã Público: 66 082 Árbitro: COL Carlos Ortega |  |

#### Feminino
| 4 de maio Bras.–9.ª | Ferroviária           | 1 – 2                                   | Flamengo                    | Araraquara                                                                            |  |
| 11:00               | Natalia Vendito 90+8' | Súmula (CBF) Borderô (CBF) ge Soccerway | Cristiane 50' · Gláucia 51' | Estádio: Fonte Luminosa Público: 355 Renda: R$ 4 270,00 Árbitra: BA Jady Jesus Caldas |  |

| 10 de maio Bras.–10.ª | Flamengo                                           | 4 – 0                                   | Real Brasília | Rio de Janeiro                                                                         |  |
| 17:00                 | Cristiane 24', 77' · Fernandinha 41' · Louvain 64' | Súmula (CBF) Borderô (CBF) ge Soccerway |               | Estádio: Luso-Brasileiro Renda: R$ 0,00 Árbitra: MG Francielly Fernanda Lima de Castro |  |

| 16 de maio Bras.–11.ª | Fluminense | 1 – 2                                   | Flamengo                        | Rio de Janeiro                                                      |  |
| 21:00                 | Lelê 20'   | Súmula (CBF) Borderô (CBF) ge Soccerway | Cristiane 13' · Fernandinha 83' | Estádio: Moça Bonita Renda: R$ 0,00 Árbitra: RJ Rejane Silva (FIFA) |  |

| 22 de maio Bras.–12.ª | Flamengo                                                     | 4 – 1                                   | Internacional           | Rio de Janeiro                                                             |  |
| 15:00                 | Ju 6' · Fernandinha 50' · Djenifer Becker 64' · Leidiane 79' | Súmula (CBF) Borderô (CBF) ge Soccerway | Belen Aquino 67' (pên.) | Estádio: Luso-Brasileiro Renda: R$ 0,00 Árbitra: SP Marianna Nanni Batalha |  |

### Junho

#### Masculino
| 1 de junho Bras.–11.ª | Flamengo                                                                     | 5 – 0                                                  | Fortaleza | Rio de Janeiro                                                                                |  |
| 18:30                 | De Arrascaeta 29' · Evertton Araújo 48' · Luiz Araújo 56', 73' · Michael 70' | CBF (Súmula) CBF (Borderô) ge FlaEstatística Soccerway |           | Estádio: Maracanã Público: 64 900 Renda: R$ 3 821 110,00 Árbitro: SC Gustavo Ervino Bauermann |  |

| 16 de junho Mundial–1.ª | Flamengo                            | 2 – 0                                                    | Espérance de Tunis | Filadélfia                                                             |  |
| 21:00 (UTC−5)           | De Arrascaeta 17' · Luiz Araújo 70' | Relatório (FIFA) ge FlaEstatística ESPN Brasil Soccerway |                    | Estádio: Lincoln Financial Público: 25 797 Árbitro: NED Danny Makkelie |  |

| 20 de junho Mundial–2.ª | Flamengo                                          | 3 – 1                                                    | Chelsea  | Filadélfia                                                          |  |
| 14:00 (UTC−5)           | Bruno Henrique 62' · Danilo 65' · Wallace Yan 83' | Relatório (FIFA) ge FlaEstatística ESPN Brasil Soccerway | Neto 13' | Estádio: Lincoln Financial Público: 54 619 Árbitro: SLV Iván Barton |  |

| 24 de junho Mundial–3.ª | Los Angeles FC | 1 – 1                                                    | Flamengo        | Orlando                                                           |  |
| 21:00 (UTC−5)           | Bouanga 84'    | Relatório (FIFA) ge FlaEstatística ESPN Brasil Soccerway | Wallace Yan 86' | Estádio: Camping World Público: 32 933 Árbitro: QAT Salman Falahi |  |

| 29 de junho Mundial–8.ªs | Flamengo                         | 2 – 4                                                    | Bayern de Munique                              | Miami                                                          |  |
| 16:00 (UTC−4)            | Gerson 33' · Jorginho 54' (pen.) | Relatório (FIFA) ge FlaEstatística ESPN Brasil Soccerway | Pulgar 6' (g.c.) · Kane 9', 73' · Goretzka 41' | Estádio: Hard Rock Público: 60 914 Árbitro: ENG Michael Oliver |  |

#### Feminino
| 9 de junho Bras.–13.ª | Corinthians         | 1 – 0                     | Flamengo | São Paulo                                                   |  |
| 20:00                 | Vic Albuquerque 48' | Súmula (CBF) ge Soccerway |          | Estádio: Canindé Árbitra: MG Andreza Helena Siqueira (FIFA) |  |

| 14 de junho Bras.–14.ª | Flamengo | –         | América Mineiro | Rio de Janeiro           |  |
| 17:00                  |          | Soccerway |                 | Estádio: Luso-Brasileiro |  |

| 18 de junho Bras.–15.ª | Grêmio | –         | Flamengo | Eldorado do Sul                   |  |
| 15:00                  |        | Soccerway |          | Estádio: Airton Ferreira da Silva |  |

### Julho

#### Masculino
| 12 de julho Bras.–13.ª | Flamengo                            | 2 – 0                                                  | São Paulo | Rio de Janeiro                                                                                     |  |
| 16:30                  | Luiz Araújo 60' · Wallace Yan 90+5' | CBF (Súmula) CBF (Borderô) ge FlaEstatística Soccerway |           | Estádio: Maracanã Público: 67 359 Renda: R$ 4 693 377,50 Árbitro: GO Wilton Pereira Sampaio (FIFA) |  |

| 16 de julho Bras.–14.ª | Santos     | 1 – 0                                                  | Flamengo | Santos                                                                                            |  |
| 20:00                  | Neymar 84' | CBF (Súmula) CBF (Borderô) ge FlaEstatística Soccerway |          | Estádio: Vila Belmiro Público: 13 541 Renda: R$ 1 270 130,00 Árbitro: MG Felipe Fernandes de Lima |  |

| 20 de julho Bras.–15.ª | Flamengo  | 1 – 0                                                  | Fluminense | Rio de Janeiro                                                                            |  |
| 19:30                  | Pedro 84' | CBF (Súmula) CBF (Borderô) ge FlaEstatística Soccerway |            | Estádio: Maracanã Público: 58 416 Renda: R$ 4 386 336,50 Árbitro: SP Raphael Claus (FIFA) |  |

| 23 de julho Bras.–16.ª | Red Bull Bragantino | 1 – 2                                                  | Flamengo                     | Bragança Paulista                                                                                         |  |
| 21:30                  | Lucas Barbosa 46'   | CBF (Súmula) CBF (Borderô) ge FlaEstatística Soccerway | Leo Pereira 65' · Wesley 84' | Estádio: Cícero de Souza Marques Público: 7 423 Renda: R$ 391 640,00 Árbitro: ES Davi de Oliveira Lacerda |  |

| 27 de julho Bras.–17.ª | Flamengo      | 1 – 0                                                  | Atlético Mineiro | Rio de Janeiro                                                                                |  |
| 20:30                  | Léo Ortiz 75' | CBF (Súmula) CBF (Borderô) ge FlaEstatística Soccerway |                  | Estádio: Maracanã Público: 54 550 Renda: R$ 3 222 755,00 Árbitro: SC Ramon Abatti Abel (FIFA) |  |

| 31 de julho C.B.–8.ªs/ida | Flamengo | 0 – 1                                                  | Atlético Mineiro | Rio de Janeiro                                                                            |  |
| 21:30                     |          | CBF (Súmula) CBF (Borderô) ge FlaEstatística Soccerway | Tomás Cuello 65' | Estádio: Maracanã Público: 64 681 Renda: R$ 4 731 515,00 Árbitro: SP Raphael Claus (FIFA) |  |

### Agosto

#### Masculino
| 3 de agosto Bras.–18.ª | Ceará          | 1 – 1                                                  | Flamengo          | Fortaleza |  |
| 18:30                  | Pedro Raul 66' | CBF (Súmula) CBF (Borderô) ge FlaEstatística Soccerway | De Arrascaeta 36' | Estádio: Arena Castelão Público: 57 887 Renda: R$ 2 795 442,00 Árbitro: PE Rodrigo José Pereira de Lima (FIFA) |  |

| 6 de agosto C.B.–8.ªs/volta                          | Atlético Mineiro | 0 – 1 (4–3 pen.)                                       | Flamengo    | Belo Horizonte                                                                                    |  |
| 21:30                                                |                  | CBF (Súmula) CBF (Borderô) ge FlaEstatística Soccerway | Everton 20' | Estádio: Arena MRV Público: 38 873 Renda: R$ 4 481 572,52 Árbitro: RS Rafael Rodrigo Klein (FIFA) |  |
|                                                      |                  | Penalidades                                            |             |                                                                                                   |  |
| Hulk Gustavo Scarpa Junior Alonso Igor Gomes Éverson |                  | De Arrascaeta Jorginho Saúl Samuel Lino Wallace Yan    |             |                                                                                                   |  |

| 9 de agosto Bras.–19.ª | Flamengo                            | 2 – 1                                                  | Mirassol    | Rio de Janeiro                                                                                             |  |
| 18:30                  | Leo Pereira 18' · Gonzalo Plata 67' | CBF (Súmula) CBF (Borderô) ge FlaEstatística Soccerway | Gabriel 73' | Estádio: Maracanã Público: 64 018 Renda: R$ 4 289 937,50 Árbitro: MG Paulo Cesar Zanovelli da Silva (FIFA) |  |

| 13 de agosto Lib.–8.ª/Ida | Flamengo | –                              | Internacional | Rio de Janeiro                               |  |
| 21:30 (UTC−3)             |          | Relatório (CONMEBOL) Soccerway |               | Estádio: Maracanã Árbitro: ARG Darío Herrera |  |

| 17 de agosto Bras.–20.ª | Internacional | –         | Flamengo | Porto Alegre       |  |
| 18:30                   |               | Soccerway |          | Estádio: Beira-Rio |  |

| 20 de agosto Lib.–8.ª/Volta | Internacional | –                              | Flamengo | Porto Alegre       |  |
| 21:30 (UTC−3)               |               | Relatório (CONMEBOL) Soccerway |          | Estádio: Beira-Rio |  |

| 25 de agosto Bras.–21.ª | Flamengo | –         | Vitória | Rio de Janeiro    |  |
| 21:00                   |          | Soccerway |         | Estádio: Maracanã |  |

| 31 de agosto Bras.–22.ª | Flamengo | –         | Grêmio | Rio de Janeiro    |  |
| 16:00                   |          | Soccerway |        | Estádio: Maracanã |  |

### Setembro

#### Masculino
| 14 de setembro Bras.–23.ª | Juventude | – | Flamengo | A definir |
| A definir                 |           |   |          |           |

| 21 de setembro Bras.–24.ª | Flamengo | – | Vasco da Gama | A definir |
| A definir                 |          |   |               |           |

| 28 de setembro Bras.–25.ª | Corinthians | – | Flamengo | A definir |
| A definir                 |             |   |          |           |

| A definir Bras.–12.ª | Sport | – | Flamengo | A definir |  |
|                      |       |   |          |           |  |

### Outubro

#### Masculino
| 1 de outubro Bras.–26.ª | Flamengo | – | Cruzeiro | A definir |
| A definir               |          |   |          |           |

| 16 de outubro Bras.–27.ª | Bahia | – | Flamengo | A definir |
| A definir                |       |   |          |           |

| 26 de outubro Bras.–28.ª | Botafogo | – | Flamengo | A definir |
| A definir                |          |   |          |           |

### Novembro

#### Masculino
| 5 de novembro Bras.–29.ª | Flamengo | – | Palmeiras | A definir |
| A definir                |          |   |           |           |

| 19 de novembro Bras.–30.ª | Fortaleza | – | Flamengo | A definir |
| A definir                 |           |   |          |           |

| 23 de novembro Bras.–31.ª | Flamengo | – | Sport | A definir |
| A definir                 |          |   |       |           |

| 30 de novembro Bras.–32.ª | São Paulo | – | Flamengo | A definir |
| A definir                 |           |   |          |           |

### Dezembro

#### Masculino
| 3 de dezembro Bras.–33.ª | Flamengo | – | Santos | A definir |
| A definir                |          |   |        |           |

| 7 de dezembro Bras.–34.ª | Fluminense | – | Flamengo | A definir |
| A definir                |            |   |          |           |

| 10 de dezembro Bras.–35.ª | Flamengo | – | Red Bull Bragantino | A definir |
| A definir                 |          |   |                     |           |

| 14 de dezembro Bras.–36.ª | Atlético Mineiro | – | Flamengo | A definir |
| A definir                 |                  |   |          |           |

| 17 de dezembro Bras.–37.ª | Flamengo | – | Ceará | A definir |
| A definir                 |          |   |       |           |

| 21 de dezembro Bras.–38.ª | Mirassol | – | Flamengo | A definir |
| A definir                 |          |   |          |           |